# Willis (Texas)
Pour les articles homonymes, voir Willis.
Willis est une ville située au nord du comté de Montgomery, au Texas, aux États-Unis,.

## Démographie
Lors du recensement de 2010, la ville comptait une population de 5 662 habitants. Elle est estimée, en 2016, à 6 370 habitants.

### Source de la traduction
- (en) Cet article est partiellement ou en totalité issu de l’article de Wikipédia en anglais intitulé « Willis, Texas » (voir la liste des auteurs).